# 邦塞安島
10°12′57″N 124°18′33″E / 10.21583°N 124.30917°E
邦塞安島是菲律賓的島嶼，位於保和島以北7公里的卡莫特斯海，由保和省負責管轄，面積1.74平方公里，最高點海拔高度1.5米，每年平均降雨量1,136毫米。